# HTV2
HTV2 - Vie Channel là kênh truyền hình giải trí tổng hợp được phát sóng liên tục với thời lượng 24/7 từ ngày 1 tháng 11 năm 2003. Kênh được đặt dưới sự hợp tác giữa Công ty cổ phần Vie Channel thuộc DatViet VAC Group Holdings và Ban Biên tập các kênh truyền hình Số & Cáp trực thuộc Đài Truyền hình Thành phố Hồ Chí Minh.
Trước đây, HTV2 là kênh thể thao tổng hợp, lên sóng thử nghiệm từ tháng 10 năm 2003 và chính thức vào tháng 11 cùng năm. Từ ngày 5 tháng 5 năm 2008, kênh này chuyển thành kênh giải trí nhưng chưa có giấy phép, nên chỉ sau một năm HTV2 trở lại với vai trò là kênh thể thao, trước khi chính thức trở thành kênh giải trí tổng hợp vào năm 2010. Tổng khống chế kênh HTV2 - Vie Channel được đặt tại Đài Truyền hình Thành phố Hồ Chí Minh do Trung tâm phát hình & Ban Biên tập các kênh truyền hình Số & Cáp quản lý.

## Lịch sử

Logo của kênh HTV2 (5 tháng 5 năm 2008 - 10 tháng 7 năm 2009)

Kênh HTV2 bắt đầu phát sóng thử nghiệm vào ngày 1 tháng 10 năm 2003 dưới dạng kênh truyền hình kỹ thuật số trên kênh 30 UHF, cùng với các kênh HTV1 (thông tin công cộng), HTV3 (thiếu nhi) và HTV4 (khoa giáo). Ban đầu, kênh được phát với thời lượng 9 giờ/ngày (15:00–24:00), chuyên về thể thao trong nước và thế giới. Từ ngày 1 tháng 11 năm 2003, HTV2 phát sóng chính thức với thời lượng 24/7, thuộc quyền sở hữu của HTV.
Tại SEA Games 22, cùng với các kênh truyền hình khác của HTV, HTV2 đã tham gia vào việc đưa tin và truyền hình trực tiếp hầu hết các môn thi đấu, góp phần không nhỏ vào công tác tuyên truyền kỳ đại hội thể thao khu vực Đông Nam Á mà lần đầu tiên Việt Nam đăng cai tổ chức.
Các chương trình thể thao trên kênh HTV2 bao gồm các giải bóng bàn truyền thống Cây vợt vàng, giải bóng bàn Đông Nam Á, quần vợt Challenger, bóng đá (V-League, hạng nhất quốc gia), các giải cầu lông, bóng chuyền, bơi lội… và các giải bóng đá Ý, Tây Ban Nha, Anh, AFF Cup, quần vợt Grand Slam, đua xe MotoGP, các chương trình thể thao chính luận, các sự kiện lớn (World Cup, Euro, ASIAD, Olympic)... phát sóng cùng với HTV7 và HTV9.
Từ những năm 2006, theo chủ trương xã hội hóa các kênh sóng của Đài Truyền hình Thành phố Hồ Chí Minh, đài đã hợp tác cùng Công ty Truyền thông quốc tế Ánh Bình Minh thuộc Tổ hợp truyền thông Đất Việt hợp tác phát sóng và sản xuất chương trình kênh HTV2. Trong thời gian này, HTV2 bắt đầu có thêm các nội dung giải trí, sự kiện trực tiếp, ca nhạc, phim truyện... và các chương trình phim truyện và gameshow phát lại từ HTV9 và HTV7; bên cạnh việc duy trì các chương trình thể thao. Ngày 5 tháng 5 năm 2008, HTV2 được mở rộng nội dung và định hướng là kênh truyền hình "2 trong 1"  - vừa thể thao vừa giải trí.
Ngày 27 tháng 8 năm 2009, do yêu cầu của Sở Thông tin và Truyền thông Thành phố Hồ Chí Minh về việc làm thủ tục giấy phép chuyển nội dung của kênh, HTV2 phải tạm ngừng các chương trình giải trí và quay trở lại với định hướng ban đầu là kênh truyền hình chuyên biệt về thể thao. Đến ngày 16 tháng 10 năm 2010, HTV2 chính thức quay trở lại với vai trò kênh giải trí tổng hợp sau khi đã giải quyết xong giấy phép về kênh này.
Ngày 19 tháng 9 năm 2018, HTV hợp tác với công ty cổ phần Vie Channel để phát triển thương hiệu nhận dạng riêng là Vie Channel - HTV2. 
Ngày 16 tháng 1 năm 2023, tên gọi kênh Vie Channel tạm thời được gỡ bỏ khỏi nhận diện của kênh HTV2 để phù hợp với hoạt động của Luật Báo chí, nhưng công ty Vie Channel vẫn quản lý nội dung của kênh này. Từ ngày 1 tháng 1 năm 2024, kênh HTV2 đã được thêm trở lại thương hiệu "Vie Channel".

## Phim đã phát sóng

### Phim Việt Nam
- Cô Thắm về làng, Gạo nếp gạo tẻ (Phần 1 & 2), Chọc tức vợ yêu, Những cô nàng độc thân làm mẹ, Khi đàn ông là số 0, Bản năng yêu, Số độc đắc, Vạn dặm nhân sinh, Chị em khác mẹ, Sóng xô lẽ phải, Cây táo nở hoa, Giấc mơ của mẹ, Hoa vương, Bản năng yêu, Dòng sông huynh đệ...

### Phim Hàn Quốc
- Ẩn danh, Quý ông goá vợ, Chuyện nhà Poong Sang, Say nắng, Cuộc chiến thượng lưu, Bữa tiệc báo thù, Yêu trong đau thương, Mặt Trời đen, Vẻ đẹp đích thực, Hương vị hôn nhân, Bí mật sau bức màn thưa, Vì con mà sống, Cả đời làm mẹ, Người vợ nguy hiểm, Anh thìa vàng em đũa mốc, Công chúa lửa, Hoa trong ngục, Bạn gái tôi là hồ ly, Khi em say giấc, Nữ tỷ phú, Tim anh nơi đâu, Bí ẩn căn phòng số 9, Con dâu tài phiệt, Bên em là điệp viên, Nữ hoàng mặt nạ, Giày đỏ, Khi nào anh cưới em, Trai đẹp giúp việc, Nội chiến hoàng gia, Bí mật sau lưng mẹ, Cuộc chiến thượng lưu, Yêu đến tật cùng, Khi hoa tình yêu lại nở, Khu rừng tình yêu...

### Phim Trung Quốc
- Cố lên cậu là tuyệt nhất, Sở kiều truyện, Thượng thực, Ở rể, Đi đến nơi có gió, Bác sĩ nhi khoa tài ba, Thượng dương phú, Thư sinh xinh đẹp, Quân cửu linh, Trường ca hành, Đồng tiền đen, Nửa đường mật, nửa đau thương, Chúng ta là gia đình, Mái ấm trong tim, Những đứa con nhà họ Kiều, Tân thiên long bát bộ, Trầm vụn hương phai, Thần ẩn, Của gia bảo, Váy cưới của em, Người vợ hoàn hảo, Sứ mệnh trái tim, Nữ bác sĩ tâm lý...

### Phim Thái Lan
- Nợ tình, Nơi tình yêu dậy sóng, Yêu anh là điều không thể, Ngọn gió tình yêu, Yêu chồng cô chủ, Đoá hoa tham vọng, Hoán đổi con cưng, Thiên đường giả, Đuổi bắt tình yêu, Trái tim hai mặt, Yêu trong cuồng hận, Nơi nào anh có em, Quả báo, Bản di chúc tội lỗi, Tiếng khóc trong tim, Ngọn lửa đức hạnh, Tráo mặt, Lời hứa sau cùng, Phản bội, Chạm không đến tim em, Yêu anh chỉ là đùa, Con tim sắt đá, Làm vợ thời nay, Chiếc lá cuốn bay...

### Phim Đài Loan
- Những đứa con trời ban, Mẹ chồng tôi sao mà đáng yêu thế, Hãy cho em làm mẹ.

### Phim hoạt hình
- Shin Cậu bé bút chì, Thủ lĩnh thẻ bài Yugi-Oh...

## Chương trình giải trí đã phát sóng

### Chương trình Việt Nam
- Sóng, Nhanh như chớp nhí, Rap Việt, Ca sĩ mặt nạ, Người ấy là ai, Siêu trí tuệ Việt Nam, Anh trai "say hi", Em xinh "say hi", Muốn ăn phải lăn vào bếp, Hè rồi đi thôi, Kiến tạo nhịp cầu, Vitamin cười, Tài tiểu tuyệt, Kỳ án Đông Tây Kim cổ, Đêm nhạc YouTube Music Night Việt Nam, Phiên toà tình yêu,....

### Chương trình nước ngoài
- Khám phá Malaysia cùng Martin Yan, Tìm kiếm Tài năng Mỹ, Tìm kiếm Tài năng Anh Quốc,...

### Phim tài liệu nước ngoài
- Sợi mì và những huyền thoại, Congo - Di sản cuối cùng của hành tinh xanh, Kỳ tích kiến trúc của loài vật, Amur kỳ bí, Trà mã huyền bí.

### Bản tin
- Bản tin buổi sáng (tiếp sóng HTV9 hoặc HTV1), Thời sự tối (phát lại), Thế Giới 24h (phát lại), Sao Thế Giới, Sao và Sự kiện,...